# دنی کوش
دنی کوش (انگلیسی: Dani Kouch؛ زادهٔ ۱۱ اکتبر ۱۹۹۰) بازیکن فوتبال اهل کامبوج است.
وی همچنین در تیم ملی فوتبال کامبوج بازی کرده‌است.